# Алибейзаде, Эльмаддин
Эльмаддин Алибейзаде  (азерб. Elməddin Məhəmməd oğlu Əlibəyzadə; 1925 г.р., с.Мухас, Огузский р-н — 26.03.2015 Баку) — азербайджанский тюрколог и шумеровед, доктор филологических наук, заведующий отделом тюркологии НИИ литературы им. Низами. Специализировался на исследовании доисламской азербайджанской культуры, в частности, в аспекте связей с шумерской культурой и зороастризмом.

## Основные работы
- "Гуисейн-Юсиф" (составитель). Баку, 1995
- Древнейшая книга нашего древнего мира. Баку, 1995.
- Пракниги. Баку, 1996
- История духовной культуры азербайджанского народа. Баку, 1998
- "Китаби-Деде Коркут". Баку, 1999